# ジェリー・ブリスコ
ジェリー・ブリスコ（Jerry Brisco、本名：Floyd Gerald Brisco、1946年9月19日 - ）は、アメリカ合衆国の元プロレスラー。オクラホマ州オクラホマシティ出身。
元NWA世界ヘビー級王者のジャック・ブリスコの実弟であり、彼と同じくアメリカン・インディアンの血を受け継いでいる。引退後はWWEのプロデューサーを務め、2008年には兄と共にWWE殿堂に迎えられた。
息子のウェスリー・ブリスコもプロレスラーであり、WWEの傘下団体FCWでウェス・ブリスコと名乗って活動していた。

## 来歴

### NWA時代
兄ジャック・ブリスコと同様に学生時代はレスリングで活動し、1967年2月にAAU大会のオクラホマ州チャンピオンとなる。同年3月、オクラホマ州立大学を中退してプロデビュー。1969年7月には日本プロレスに初来日している。日本では「中西部の若駒」なる異名が付けられていた。
1970年代は主にジャックのタッグパートナーとして、フロリダのCWFやジョージアのGCWなどNWAの南部テリトリーを中心に活動。CWFでは1971年2月16日、ジャックとのブリスコ・ブラザーズ（The Brisco Brothers）でジ・インフェルノス（フランキー・ケイン&ロッキー・スミス）からNWAフロリダ・タッグ王座を奪取。以降、同年4月13日にザ・ファンクス、1972年11月16日にスプートニク・モンロー&ノーベル・オースチン、1977年1月10日にボブ・ループ&ボブ・オートン・ジュニア、同年6月3日にスーパースター・ビリー・グラハム&オックス・ベーカー、1978年1月25日にミスター・サイトー&イワン・コロフ、同年6月13日にはサイトー&ミスター・サトなど、数々のチームを破り同王座を再三獲得した。
特に、ファンクスとはオーキー（オクラホマ人）対テキサン（テキサス人）、インディアン対カウボーイという図式のもと1980年代初頭まで南部各地で抗争を展開しており（ポジションはブリスコ兄弟がベビーフェイス、ファンク兄弟がヒール）、GCWでは1978年から1979年にかけてNWAジョージア・タッグ王座を争った。同王座は1975年にも1月にロッキー・ジョンソンと組んでバディ・コルト&ロジャー・カービーから、10月にボブ・バックランドと組んでトール・タナカ&ミスター・フジから奪取しており、ジャックとのコンビでは1979年11月30日にもマスクド・スーパースター&オースチン・アイドルを破って獲得している。
シングルでは1974年5月21日、GCWにてジョージア版のNWAサウスイースタン・ヘビー級王座をボビー・ダンカンから奪取。CWFでは同年8月にパク・ソン、1975年11月にハーリー・レイス、1978年7月にディック・スレーターを破り、同地区のフラッグシップ・タイトルであるNWA南部ヘビー級王座を通算3回獲得した。抗争相手ファンクスの本拠地アマリロでは、1976年4月16日にスコット・ケーシーからNWAウエスタン・ステーツ・ヘビー級王座を奪取している。この間、日本には1974年1月、1975年7月、1976年7月に全日本プロレスに参戦した。
1980年代に入ってからもフロリダのCWFを主戦場に、エディ・グラハムやダスティ・ローデスの懐刀となってブッカー業務も担当。選手としてはジュニアヘビー級戦線で活動し、1981年5月にトーナメントの決勝でヒロ・マツダを破り、NWAフロリダ・ジュニアヘビー級王座を獲得。同年9月16日にはレス・ソントンからNWA世界ジュニアヘビー級王座を奪取、兄と合わせての「NWA2階級制覇」を果たした。1982年11月4日にはプエルトリコのWWCでディック・スタインボーンを破り、WWC世界ジュニアヘビー級王座も獲得している。
1983年からはノースカロライナのNWAミッドアトランティック地区にもジャックとの兄弟コンビで参戦。同地区ではヒールのポジションに回り、リッキー・スティムボート&ジェイ・ヤングブラッド、ワフー・マクダニエル&マーク・ヤングブラッドなどの人気チームとNWA世界タッグ王座を争った。

### WWF / WWE時代
長年に渡ってNWAで活動してきたブリスコ兄弟だが、オーナーのジム・バーネットを失脚させてGCWの主宰者となったオレイ・アンダーソンとの確執もあり、1984年4月9日、保有していたGCWの株式をバーネットらと共にWWFのビンス・マクマホンに売却。同年7月14日からはWTBSで放送されていたNWAジョージア地区のプロレス中継がWWFのプログラムに取って代わり、ブラック・サタデーと呼ばれる事件となる。これにより、ブリスコ兄弟はNWAを離れ、当時全米侵攻を推進させていたWWFに参画することとなった。
当初はベビーフェイスのベテラン・タッグチームのポジションでディック・マードック&アドリアン・アドニスのノース・サウス・コネクションなどと対戦していたが、やがてジャックはプロレス界から身を引き、ジェリーも現役を引退してWWFのロード・エージェントに就任。以後、パット・パターソン、トニー・ガレア、ジャック・ランザらと共に、WWEの重鎮としてバックステージを取り仕切った。
1990年代末から2000年代初頭にかけてのWWFアティテュード路線の最盛期には、"悪のオーナー" ミスター・マクマホンの側近役をパターソンと共に演じ、自らも『Raw is War』のレギュラーキャストとして番組に出演。マクマホン率いる権力ヒールユニット「コーポレーション（The Corporation）」の一員となり、ストーン・コールド・スティーブ・オースチンやミック・フォーリーらを陥れるべく姦計をめぐらすなど、マクマホンに媚びへつらう悪の幹部として観客のブーイングを煽った。

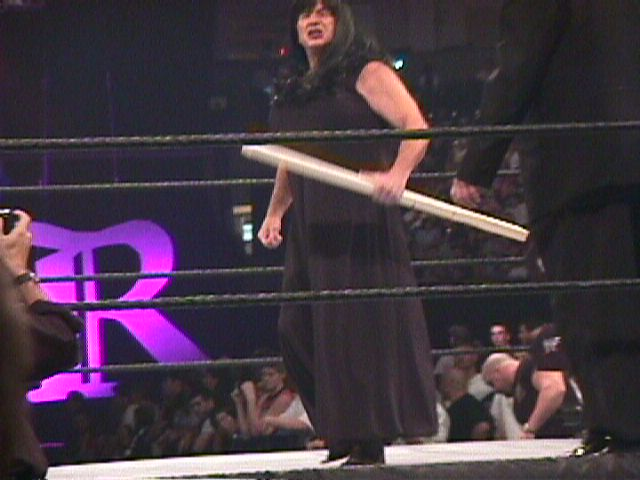
女装姿の "ポカホンタス" ブリスコ（キング・オブ・ザ・リング2000）

選手として本格的にリングに復帰することはなかったものの、2000年6月6日にクラッシュ・ホーリーからWWFハードコア王座を奪取。WWFマットにおける初戴冠を果たしたが、タイトルに欲を出したパターソンの裏切りに遭い王座から陥落。同年6月25日のキング・オブ・ザ・リングでは、マクマホンの命によりパターソンとの女装でのイブニング・ガウン・マッチによるハードコア王座戦が組まれた（インディアンの血を引いていることから、コメンテーターのジェリー・ローラーはブリスコを見て「ポカホンタス!」などと叫んでいた）。
WCWとの視聴率戦争の終結と同時期にアングル上からは姿を消し、以降はプロデュース業務に専念している。2008年3月29日にはプロレス界における功績を称え、兄ジャック・ブリスコと共にWWE殿堂に迎えられた（インダクターはジョン・レイフィールド）。WWEでは2014年までタレント・スカウト部門を担当していた。

## 得意技
- フィギュア・フォー・レッグロック
- ベリー・トゥ・ベリー

## 獲得タイトル

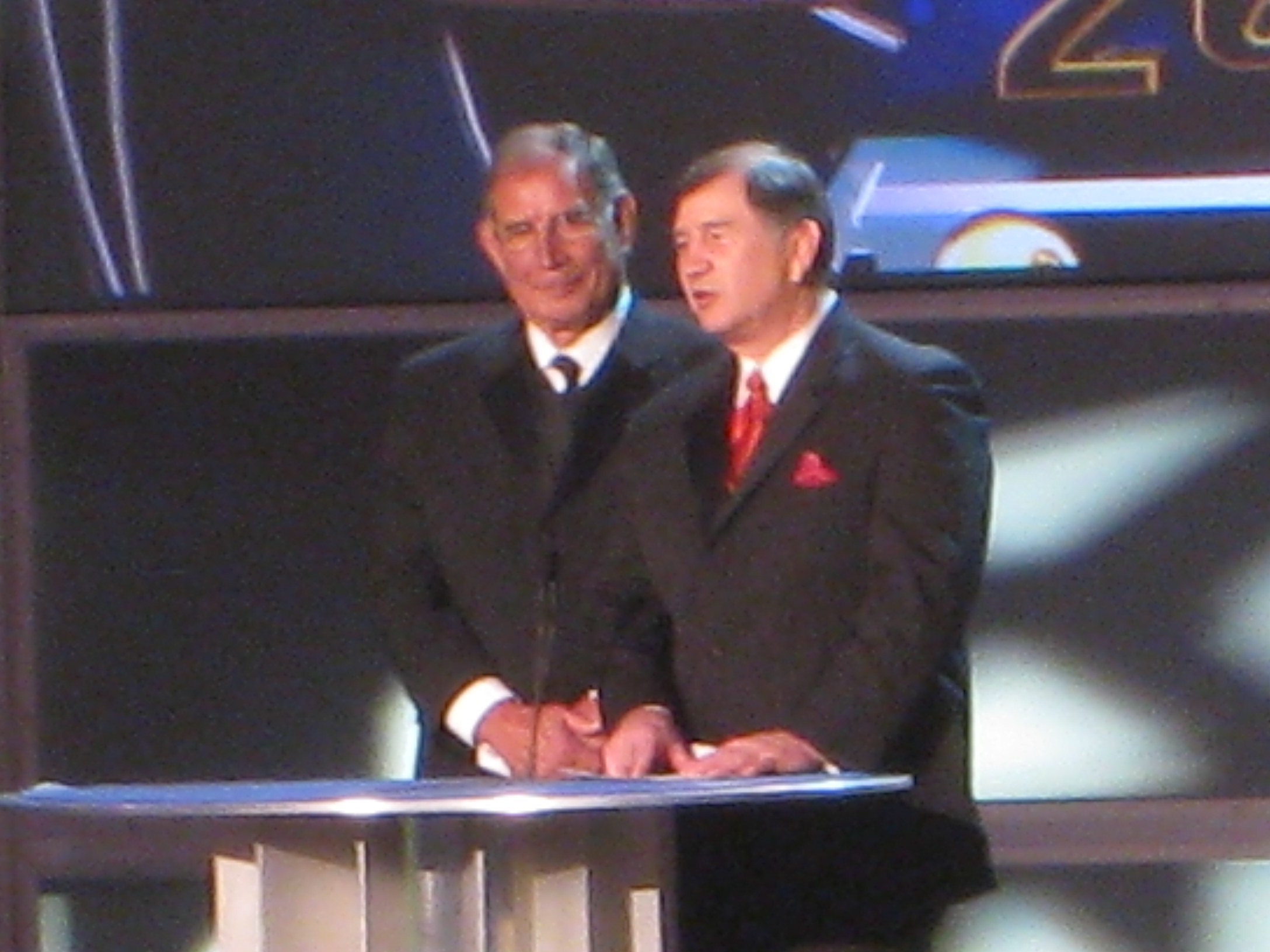
2008年、WWE殿堂入り
（左は兄のジャック・ブリスコ）

ナショナル・レスリング・アライアンス
- NWA世界ジュニアヘビー級王座：1回[13]

チャンピオンシップ・レスリング・フロム・フロリダ
- NWA南部ヘビー級王座（フロリダ版）：3回[10]
- NWAフロリダTV王座：1回[21]
- NWAフロリダ・ジュニアヘビー級王座：1回[12]
- NWAフロリダ・タッグ王座：8回（w / ジャック・ブリスコ）[6][7]
- NWA USタッグ王座（フロリダ版）：5回（w / ジャック・ブリスコ）[22]
- NWA北米タッグ王座（フロリダ版）：2回（w / ジャック・ブリスコ）[23]

ジョージア・チャンピオンシップ・レスリング
- NWAサウスイースタン・ヘビー級王座（ジョージア版）：1回[9]
- NWAジョージア・タッグ王座：4回（w / ロッキー・ジョンソン、ボブ・バックランド、ジャック・ブリスコ×2）[8]

ミッドアトランティック・チャンピオンシップ・レスリング
- NWAアトランティック・コースト・タッグ王座：1回（w / サンダーボルト・パターソン）[24]
- NWAイースタン・ステーツ・ヘビー級王座：4回[25]
- NWA世界タッグ王座（ミッドアトランティック版）：3回（w / ジャック・ブリスコ）[15]

NWAウエスタン・ステーツ・スポーツ
- NWAウエスタン・ステーツ・ヘビー級王座：1回[11]

イースタン・スポーツ・アソシエーション
- ESAインターナショナル・タッグ王座：1回（w / ジャック・ブリスコ）[26]

ワールド・レスリング・カウンシル
- WWC北米タッグ王座：1回（w / ジャック・ブリスコ）[27]
- WWC世界ジュニアヘビー級王座：1回[14]

ワールド・レスリング・エンターテインメント
- WWFハードコア王座：2回[19]
- 24/7王座 : 1回
- WWE殿堂：2008年度[2]